# ミェチスワフ・カルウォーヴィチ
ミェチスワフ・カルウォーヴィチ（Mieczysław Karłowicz, 1876年12月11日 - 1909年2月8日）はポーランドの作曲家・指揮者・登山家・作家・写真家。
存命中は、とりわけその華麗な交響詩により、ポーランド音楽界の再生を担う希望の星として、シマノフスキ以上に将来を有望視されていたが、タトラ山脈にてスキー遠征中に、雪崩に遭遇し死去した。
ヴィリニュスに生まれる。家は大貴族のオストヤ氏族に連なる家系で、父親ヤンは歴史学者で音楽家。少年時代に主にドイツ語圏で過ごした後、ワルシャワでヴァイオリンを学び始めるが、後に体力・気力の面から演奏家を断念。1894年にワルシャワ音楽院でノスコフスキに、1895年から1901年までベルリンでハインリヒ・ウルバンに作曲を師事。1906年から1907年まで指揮をアルトゥール・ニキシュに学ぶ。ドイツ留学中に作品1～作品6までの初期作品を作曲。

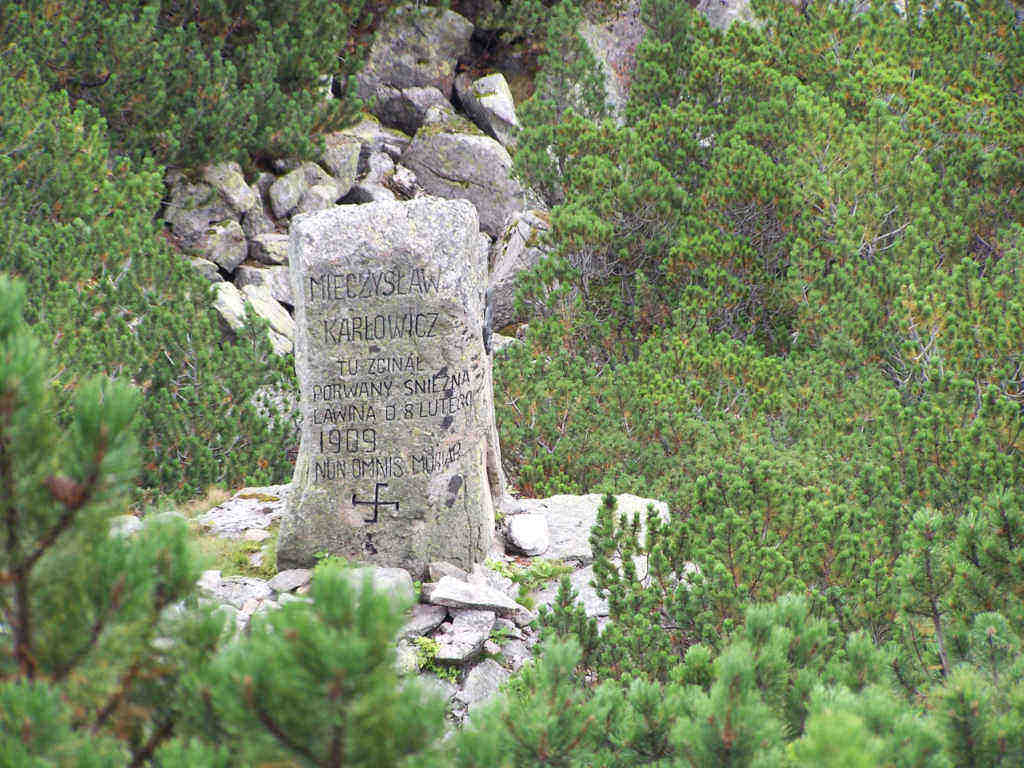
タトラ山脈にあるカルウォーヴィチの墓標。
_{墓標の表面に鉤十字が描かれているが、これは過去のポドハレ地域の民芸品に共通して見られた紋様であり、ナチスとはまるで関係がない。}

帰国後はポーランド音楽協会の役員として組織の再建に大きく寄与するが、当時の退嬰的なワルシャワの音楽的環境に耐え切れず、1907年に転地療養をかねてタトラ山脈中の小都市ザコパネに転居。この頃から健康面がすぐれるようになり、意欲的に数々の交響詩の作曲を続けた。ワルシャワ時代の作品として、作品9～11までの交響詩が挙げられる。
ルジツキ、フィテルベルク、シマノフスキ、シェルトが結成した音楽サークル「若きポーランド」に参加。国際的水準に達した新たなポーランド芸術の創造を理念として、その中心人物に躍り出た。
ドイツ観念哲学を愛好し、ショーペンハウアーの悲観主義哲学やニーチェの超人思想に影響を受け、悲劇的かつ感傷的な曲想を好んで展開することになった。
作曲家としてワーグナー、チャイコフスキー、リヒャルト・シュトラウスを崇拝していたが、カルウォーヴィチ自身の作風が、すぐれて甘美な叙情性をもつ旋律と、半音階的な和声の充実、色彩的な管弦楽法を特徴とするものだった。

## 主要作品
- 歌曲集 Op. 1（1897年-1898年）
- 弦楽セレナード ハ長調 Serenada na ork. smyczkowa Op. 2 (1897年)
- 歌曲集 Op. 3（1897年-1898年）
- 歌曲集 Op. 4（1897年-1898年）
- 前奏曲と二重フーガ Op. 5（1897年-1898年）［ピアノ曲］
- 白孔雀に寄せる音楽（交響的プロローグと間奏曲） Op. 6（1899年-1900年）［管弦楽曲］
- 交響曲「復活Odrodzenie」 ホ短調 Op. 7 (1901-1902)
- ヴァイオリン協奏曲 イ長調Koncert skrzypcowy A-dur Op. 8（1902年）
- 交響詩「寄せては返す波Powracające fale」 Op. 9（1903年）
- 連作交響詩「永遠の歌Odwieczne pieśni, tryptyk symfoniczny」 Op. 10（1904年-1906年）
  - I.永久なる憬れの歌
  - II.愛と死の歌
  - III.永久なる生の歌
- リトアニア狂詩曲Rapsodia litewska Op. 11（1906年）［管弦楽曲］
- 交響詩「オシヴィエンチモフ夫妻、スタニスワフとアンナStanisław i Anna Oświęcimowie」 Op. 12（1906年-1907年）
- 交響詩「哀しい物語Smutna opowiesc」 Op. 13（1908年）
- 交響詩「仮面舞踏会のエピソードEpizod na maskaradzie」 Op. posth. 14 (1908, フィテルベルクによる補筆・完成)